# Aoi Miyazaki
Aoi Miyazaki (jap. 宮﨑 あおい Miyazaki Aoi; ur. 30 listopada 1985 w Tokio) – japońska aktorka znana przede wszystkim z roli Nany „Hachi” Komatsu w filmie „Nana”, który przyczynił się do jej popularności.

## Życiorys
Miyazaki urodziła się 30 listopada 1985 roku w Tokio. Zaczęła pracę w przemyśle rozrywkowym w wieku czterech lat jako dziecięca aktorka. Początkowo występowała głównie w reklamach i czasopismach oraz grała epizody w japońskich dramach. Miyazaki zadebiutowała w filmie „Ano Natsu no Hi” w wieku czternastu lat.
Swą pierwszą nagrodę otrzymała w 2001 roku – była nią nagroda dla najlepszej aktorki na Festiwalu Filmowym 3 Kontynentów w Nantes za swą debiutancką główną rolę w filmie „Szkodnik” (film miał premierę w 2002 roku).
W roku 2003 zadebiutowała na scenie, grając główną rolę w musicalu „Mały Książę” (w reżyserii Akiry Shiraia), za którą otrzymała nagrodę Złotej Strzały dla nowego aktora teatralnego.
W 2005 roku zagrała u boku Miki Nakashimy w filmie „Nana”. Film przyciągnął drugą co do wielkości oglądalność wśród japońskich filmów aktorskich w owym roku i stał się hitem kasowym, zarabiając 4 miliardy jenów. W 2008 roku zagrała główną rolę Atsuhimy w taiga dramie „Atsuhime”.
Od jesieni 2015 do wiosny 2016 roku występowała w dramie asadora „Asa ga Kita”. Był to jej drugi występ w porannej dramie od czasu „Junjo Kirari”, w której grała główną rolę Sakurako.
Po urlopie macierzyńskim w 2018 roku podjęła pierwszą próbę dubbingowania zagranicznego filmu „Prawda” (The Truth), a następnie powróciła do aktorstwa w jednoodcinkowej dramie stacji TBS „Tomorrow's Family”, którą wyemitowano w styczniu 2020 roku.
W 2023 roku była narratorką i aktorką drugoplanową w asadorze „Ranman”.

## Życie prywatne
Jej starszym bratem jest były aktor Masaru Miyazaki.
15 czerwca 2007 roku Miyazaki poślubiła aktora Sōsuke Takaokę. Rozwiedli się jednak w grudniu 2011 roku. Miyazaki wyszła ponownie za mąż za aktora i byłego członka japońskiego boysbandu V6 Junichiego Okadę 23 grudnia 2017 roku, z którym ma syna.

## Wybrana filmografia

### Dramy
| Rok  | Tytuł                                             | Rola                        | Stacja telewizyjna | Uwagi                                  |
| ---- | ------------------------------------------------- | --------------------------- | ------------------ | -------------------------------------- |
| 1999 | Genroku Ryōran (元禄繚乱)                         | Sayo Yato                   | NHK                | Taiga drama                            |
| 2001 | Ao to Shiro de Mizuiro (青と白で水色)             | Kaede Uchiyama              | NTV                | Główna rola                            |
| 2002 | Keitai Deka Zenigata Ai (ケータイ刑事銭形愛)      | Ai Zenigata                 | BS-TBS             | Główna rola                            |
| 2003 | North Point Port Town (ノースポイント)            | Nami Konno                  | UHB                | Główna rola                            |
| 2003 | 68 Films (東京少女)                               |                             | BS Fuji            | Główna rola, odc. 2                    |
| 2006 | Junjo Kirari (純情きらり)                         | Sakurako Arimori            | NHK                | Główna rola, asadora                   |
| 2008 | Atsuhime (篤姫)                                   | Okatsu / Atsuhime           | NHK                | Główna rola, taiga drama               |
| 2011 | Chouchou-san (蝶々さん)                           | Chouchou                    | NHK                | Główna rola                            |
| 2015 | Asa ga Kita (あさが来た)                          | Hatsu (starsza siostra Asy) | NHK                | Taiga drama                            |
| 2017 | Kurara (Kurara: Hokusai's Daughter) (眩 北斎の娘) | Oei                         | NHK                | Główna rola, jednoodcinkowa drama      |
| 2021 | Tomorrow's Family (眩 北斎の娘)                   | Risa Onodera                | TBS                | Główna rola, jednoodcinkowa drama      |
| 2023 | Ranman (らんまん)                                 | Noriko Fujihira             | NHK                | Asadora, narratorka, drugoplanowa rola |
| 2024 | Yuming Stories (ユーミンストーリーズ)             | Kanako                      | NHK                | Główna rola, odc. 3                    |
| 2026 | Toyotomi Brothers (豊臣兄弟!)                     | Oichi                       | NHK                | Taiga drama                            |

### Filmy
| Rok  | Tytuł                                                                        | Rola                       | Uwagi       |
| ---- | ---------------------------------------------------------------------------- | -------------------------- | ----------- |
| 1999 | Ano Natsu no Hi (あの、夏の日 とんでろ じいちゃん)                           | Tama Kobayashi             |             |
| 2001 | Eureka (ユリイカ)                                                            | Kozue Tamura               | Główna rola |
| 2002 | Szkodnik (害虫)                                                              | Sachiko Kita               | Główna rola |
| 2002 | Pakodate-jin (パコダテ人)                                                    | Hikaru „Pikaru” Hino       | Główna rola |
| 2002 | Tomie: Forbidden Fruit (富江 最終章 〜禁断の果実〜)                          | Tomie Hashimoto            | Główna rola |
| 2005 | All About My Dog (いぬのえいが)                                              | Mika                       | Główna rola |
| 2005 | Nana (ナナ)                                                                  | Nana „Hachi” Komatsu       | Główna rola |
| 2006 | Su-ki-da (好きだ、)                                                          | Młoda Yu                   | Główna rola |
| 2006 | First Love (初恋)                                                            | Misuzu                     | Główna rola |
| 2006 | Umi de no Hanashi (海でのはなし。)                                           | Kaede                      | Główna rola |
| 2009 | Brass Knuckle Boys (少年メリケンサック)                                      | Kanna Kurita               | Główna rola |
| 2010 | Solanin (ソラニン)                                                           | Meiko Inoue                | Główna rola |
| 2010 | Here Comes the Bride, My Mom! (オカンの嫁入り)                               | Tsukiko Morii              | Główna rola |
| 2011 | My SO Has Got Depression (ツレがうつになりまして。)                          | Haruko Takazaki            | Główna rola |
| 2011 | In His Chart (神様のカルテ)                                                  | Haruna                     |             |
| 2011 | Chronicle of My Mother (わが母の記)                                          | Kotoko                     |             |
| 2013 | Yellow Elephant (きいろいゾウ)                                               | Tsuma                      | Główna rola |
| 2013 | The Great Passage (舟を編む)                                                 | Kaguya Hayashi             |             |
| 2013 | Petal Dance (ペタル ダンス)                                                  | Jinko                      | Główna rola |
| 2016 | Gniew (怒り)                                                                 | Aiko Maki                  |             |
| 2016 | If Cats Disappeared from the World (世界から猫が消えたなら)                  | Pierwsza miłość listonosza |             |
| 2016 | Birthday Card (バースデーカード)                                             | Yoshie                     |             |
| 2017 | The Last Recipe: Memory of Giraffe's Tongue (ラストレシピ〜麒麟の舌の記憶〜) | Chizu Yamagata             |             |
| 2023 | We're Broke, My Lord (大名倒産)                                              | Natsu Magaki               |             |
| 2023 | Miłość i głęboka woda (クレイジークルーズ)                                   | Chizuru Banjaku            | Główna rola |

## Nagrody i nominacje
| Rok  | Ceremonia                                  | Kategoria                      | Nominowany                                                | Rezultat  | Przy.  |
| ---- | ------------------------------------------ | ------------------------------ | --------------------------------------------------------- | --------- | ------ |
| 2001 | Festiwal Filmowy 3 Kontynentów             | Najlepsza Aktorka              | Szkodnik                                                  | Wygrana   | [ 3 ]  |
| 2002 | Międzynarodowy Festiwal Filmowy Cinemanila | Nagroda Aktorska               | Szkodnik                                                  | Wygrana   | [ 13 ] |
| 2002 | Nagrody Nikkan Sports Film                 | Najlepszy Debiutant            | Szkodnik                                                  | Wygrana   | [ 14 ] |
| 2002 | Japanese Professional Movie Awards         | Nagroda Motywacyjna            | Eureka                                                    | Wygrana   | [ 15 ] |
| 2002 | Takasaki Film Festival                     | Najlepsza Nowa Aktorka         | Eureka                                                    | Wygrana   | [ 16 ] |
| 2003 | Nagrody Złotej Strzały                     | Nowy Aktor Teatralny           | Mały Książę                                               | Wygrana   | [ 2 ]  |
| 2008 | Vogue Japan                                | Kobieta Roku                   | Aoi Miyazaki                                              | Wygrana   | [ 17 ] |
| 2009 | Nagrody Élan d’Or                          | Debiutant Roku                 | Atsuhime                                                  | Wygrana   | [ 18 ] |
| 2009 | Nagrody Nikkan Sports Drama Grand Prix     | Najlepsz Aktorka               | Atsuhime                                                  | Wygrana   | [ 19 ] |
| 2009 | Galaxy Award                               | Nagroda Indywidualna           | Atsuhime                                                  | Wygrana   | [ 20 ] |
| 2009 | TVnavi Drama Roku                          | Najlepsza Aktorka              | Atsuhime                                                  | Wygrana   | [ 21 ] |
| 2010 | Nagrody Japońskiej Akademii Filmowej       | Najlepsza Aktorka              | Brass Knuckle Boys                                        | Nominacja | [ 22 ] |
| 2011 | Nagrody Nikkan Sports Film                 | Najlepsza Aktorka              | My SO Has Got Depression i In His Chart                   | Wygrana   | [ 14 ] |
| 2012 | Nagrody Japońskiej Akademii Filmowej       | Najlepsza Aktorka              | My SO Has Got Depression                                  | Nominacja | [ 23 ] |
| 2013 | Nagrody Japońskiej Akademii Filmowej       | Najlepsza Aktorka Drugoplanowa | Chronicle of My Mother                                    | Nominacja | [ 24 ] |
| 2014 | Nagrody Japońskiej Akademii Filmowej       | Najlepsza Aktorka              | The Great Passage                                         | Nominacja | [ 25 ] |
| 2016 | Nagrody Filmowe Hochi                      | Najlepsza Aktorka Drugoplanowa | Gniew, If Cats Disappeared from the World i Birthday Card | Nominacja | [ 26 ] |
| 2016 | Nagrody Filmowe Fumiko Yamaji              | Najlepsza Aktorka Drugoplanowa | Gniew                                                     | Wygrana   | [ 27 ] |
| 2016 | Nagrody Nikkan Sports Film                 | Najlepsza Aktorka Drugoplanowa | Gniew i If Cats Disappeared from the World                | Wygrana   | [ 14 ] |
| 2017 | Nagrody Błękitnej Wstęgi                   | Najlepsza Aktorka Drugoplanowa | Gniew i If Cats Disappeared from the World                | Nominacja |        |
| 2017 | Nagrody Filmowe Mainichi                   | Najlepsza Aktorka Drugoplanowa | Gniew                                                     | Nominacja |        |
| 2017 | Nagrody Japońskiej Akademii Filmowej       | Najlepsza Aktorka              | Gniew                                                     | Wygrana   | [ 28 ] |
| 2017 | Nagrody Japońskiej Akademii Filmowej       | Najlepsza Aktorka Drugoplanowa | Birthday Card                                             | Wygrana   | [ 28 ] |
| 2018 | Hōsō Bunka Kikin                           | Nagroda Aktorska               | Kurara (Kurara: Hokusai's Daughter)                       | Wygrana   | [ 29 ] |